# Ляшок Олег Ігорович

Олег Ігорович Ляшок

Олег Ігорович Ляшок (25 вересня 1995, Кропивницький — 16 квітня 2024, Кропивницький) — український спортсмен, тренер, викладач, інструктор та колишній правоохоронець. Майстер спорту з панкратіону, чемпіон Європи з військово-спортивного багатоборства. Активно популяризував здоровий спосіб життя та бойові мистецтва. Після загибелі став посмертним донором — його органи врятували життя трьом людям.

## Біографія
Народився 25 вересня 1995 року в Кропивницькому. З дитинства захоплювався спортом, особливо бойовими мистецтвами. Виховувався в родині, де цінували працю, самодисципліну та честь.
Професійну діяльність розпочав у патрульній поліції Кропивницького. За свідченнями колег, вирізнявся рішучістю, високим рівнем підготовки та відданістю справі. Після завершення служби працював викладачем у Криворізькій академії патрульної поліції, а згодом — інструктором Донецького державного університету внутрішніх справ. Проводив заняття з фізичної та бойової підготовки.
16 квітня 2024 року загинув у дорожньо-транспортній пригоді. Після смерті став посмертним донором — його серце, печінка та нирки були пересаджені трьом пацієнтам, що врятувало їм життя.

## Спортивна діяльність
- Майстер спорту з панкратіону
- Чемпіон Європи з військово-спортивного багатоборства
- Кандидат у майстри спорту з військово-спортивного багатоборства
- Багаторазовий чемпіон України
- Володар чорного поясу І-го дану з панкратіону
- Переможець професійних змагань з панкратіону за версією WPC
- Гравець футбольного клубу «Титан» (Кропивницький)

Також був сертифікованим інструктором з кросфіту та грепплінгу. Його учні неодноразово представляли Україну на всеукраїнських та міжнародних змаганнях.